# مضيق فوكلاند

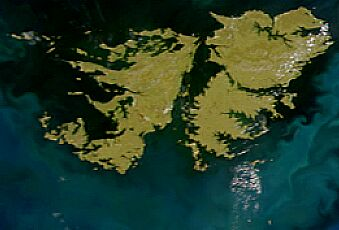
مضيق فوكلاند هو الممر الضيِّق الممتد من الأعلى للأسفل بين الجزيرتين الكبيرتين في هذه الخريطة، وهي خريطة لجزر فوكلاند.

مضيق فوكلاند (بالإسبانية: Estrecho de San Carlos)‏ هو مضيق بحريٌّ يقع في أرخبيل جزر فوكلاند، حيث يمتدُّ من الشمال الشرقي إلى الجنوب الغربي فاصلاً ما بين جزيرتَي فوكلاند الشرقية وفوكلاند الغربية.

## الاسم
كان من أطلق على مضيق فوكلاند اسمه الحالي (الذي اتَّسع استعماله لاحقاً ليصبح اسمهاً لكل الأرخبيل) هو الربان الإنكليزي جون سترونغ الذي رست سفينته في جزر فوكلاند سنة 1690، وقد أراد للاسم أن يُخلِّد ذكرى مُموِّل رحلته الاستكشافية وهو "فيسكونت فوكلاند"، الذي يُنسَب في اسمه إلى بلدة فوكلاند في أسكتلندا. اسم المضيق باللغة الإسبانية هو Estrecho de San Carlos، وهو تيمُّنٌ باسم سفينة سان كارلوس التي زارت الجزر سنة 1768.